# The One Thing
«The One Thing» es una canción del grupo de rock australiano INXS, lanzada en julio de 1982 como el primer sencillo de su tercer álbum de estudio Shabooh Shoobah, que apareció en octubre de ese año. El lado B del vinilo australiano de 7" es el tema Space Shuttle, y en el vinilo de 12" incorpora el tema instrumental The Phantim of the Opera que fue lado B del 7" norteamericano. En 1983 se lanzó el sencillo en Europa, incorporando como lado B el tema instrumental The Sax Thing.
En enero de 1982, INXS realizó una gira por Nueva Zelanda como teloneros de la banda australiana Cold Chisel. El mánager de la banda, Chris Murphy, se convenció de que el futuro de INXS ya no estaba en Deluxe Records. La compañía RCA (que distribuyó Deluxe) había contratado a Rod Woods quien había estado promocionando a artistas como Eric Clapton y Split Enz. Woods era un apasionado de la banda y atraía a personas influyentes de la música a sus conciertos. Animó a RCA a firmarlos en todo el mundo porque Murphy le había puesto algunas demos. Deluxe no había logrado atraer el interés internacional y la banda decidió grabar una nueva canción por su cuenta con Mark Opitz en los Paradise Studios. El resultado fue el sencillo "The One Thing", que alcanzó el puesto 14 en la lista de éxitos de Kent Music Report en Australia. Debido al éxito de la canción, Murphy contrató a Opitz para producir tres canciones más. Murphy también se acercó a WEA Australia con copias de la canción, lo que llevó a INXS a firmar un contrato de grabación en julio de 1982 con WEA para ediciones en Australia, Sudeste asiático, Japón y Nueva Zelanda; Atco Records (una subsidiaria de Atlantic Records) en Norteamérica y Polygram en Europa y Reino Unido.
Shabooh Shoobah fue lanzado en Estados Unidos en febrero de 1983 y alcanzó el puesto 46 en la lista de álbumes Billboard 200. "The One Thing" le dio a INXS su primer Top 40 en los Estados Unidos, llegando al número 30 en el Billboard Hot 100 entre mayo y junio de 1983. Fue un gran éxito en la emisora Album-oriented rock, llegando al número 2 en la lista Mainstream Rock Tracks de Billboard, y también fue éxito en Canadá alcanzando el Top 20.

El video musical de la canción, dirigido por Soren Jensen, presentaba a los miembros de la banda teniendo un banquete decadente con varias modelos hermosas, incluida la entonces novia de Hutchence, Michele Bennett, intercaladas con clips de la banda tocando sus instrumentos. Hutchence conoció a Jensen, quien fue director asistente de la telenovela australiana The Young Doctors, a través de su madre, Patricia, whquien fue maquilladora. Las modelos, Susan Stenmark y Karen Pini , que aparecen en el video musical también fueron actrices en The Young Doctors. El video musical fue el primer video que se emitió en la incipiente MTV y entró en alta rotación en el canal, lo que se sumó al éxito en las listas de éxitos del sencillo en los Estados Unidos.
Hicimos un video loco en casa en Australia para "The One Thing". Dimos de comer valium a algunos gatos y los hicimos correr alrededor de una mesa mientras teníamos un festín con modelos sexys, destrozando un pavo. Lo siguiente que supimos era que teníamos un éxito entre los 40 primeros en Estados Unidos. Tim Farriss

## Formatos
En disco de vinilo
7" julio de 1982 WEA 100218 / The One Thing
| Lado A |                 |                                    |          |  |
| N.º    | Título          | Escritor(es)                       | Duración |  |
| 1.     | «The One Thing» | Andrew Farriss y Michael Hutchence | 3:18     |  |

| Lado B |                 |                |          |  |
| N.º    | Título          | Escritor(es)   | Duración |  |
| 1.     | «Space Shuttle» | Andrew Farriss | 2:39     |  |

7" julio de 1982 Atco Records 7-99905 / The One Thing
| Lado A |                 |                                    |          |  |
| N.º    | Título          | Escritor(es)                       | Duración |  |
| 1.     | «The One Thing» | Andrew Farriss y Michael Hutchence | 3:23     |  |

| Lado B |                            |              |          |  |
| N.º    | Título                     | Escritor(es) | Duración |  |
| 1.     | «The Phantim pf the Opera» | Tim Farriss  | 3:10     |  |

7" 1983 Mercury Records 814 328-7 / The One Thing
| Lado A |                 |                                    |          |  |
| N.º    | Título          | Escritor(es)                       | Duración |  |
| 1.     | «The One Thing» | Andrew Farriss y Michael Hutchence | 3:23     |  |

| Lado B |                 |               |          |  |
| N.º    | Título          | Escritor(es)  | Duración |  |
| 1.     | «The Sax Thing» | Kirk Pengilly | 2:59     |  |

12" julio de 1982 WEA XS 1  The One Thing
| Lado A |                                    |                                    |          |  |
| N.º    | Título                             | Escritor(es)                       | Duración |  |
| 1.     | «The One Thing» (Extended Version) | Andrew Farriss y Michael Hutchence | 6:10     |  |

| Lado B |                            |                |          |  |
| N.º    | Título                     | Escritor(es)   | Duración |  |
| 1.     | «The Phantim pf the Opera» | Tim Farriss    | 3:10     |  |
| 2.     | «Space Shuttle»            | Andrew Farriss | 2:39     |  |

12" 1983 Mercury Records 814 328-1 / The One Thing
| Lado A |                                    |                                    |          |  |
| N.º    | Título                             | Escritor(es)                       | Duración |  |
| 1.     | «The One Thing» (Extended Version) | Andrew Farriss y Michael Hutchence | 6:10     |  |

| Lado B |                   |                                    |          |  |
| N.º    | Título            | Escritor(es)                       | Duración |  |
| 1.     | «Black and White» | Andrew Farriss y Michael Hutchence | 4:58     |  |